# Атбашинская котловина
Атбаши́нская котлови́на (кирг. Ат-Башы өрөөнү) — межгорная котловина в южной части Внутреннего Тянь-Шаня в Кыргызстане, расположенная к югу от реки Нарын. С юго-востока ограничена хребтом Атбаши, с севера и северо-запада — хребтами Байбичетау и Нарынтау.
Протяжённость котловины составляет 120 км, ширина — 20 км, высота — от 2000 до 2400 м. Орошается водами реки Ат-Баши и её левого притока Каракоюн. Сложена неогеновыми и антропогеновыми отложениями. Преобладают полупустынные и степные ландшафты. Район орошаемого и богарного земледелия.